# Beate Klarsfeld
Beate Klarsfeld (Berlín, 13 de febrero de 1939) es una famosa «cazadora» de criminales de guerra nacionalsocialistas que escaparon tras la Segunda Guerra Mundial. Junto a su marido, Serge Klarsfeld, realizó numerosas campañas de búsqueda, acoso, desprestigio y denuncia contra exnazis que no habían sido condenados por sus crímenes, tanto en Europa como en países de América del Sur, logrando que posteriormente fueran «cazados» ('apresados'), juzgados y condenados. Ha denunciado también la pasada militancia nazi de otros importantes políticos y funcionarios europeos.

## Biografía
Beate Künzel, hija de un soldado de la Wehrmacht, vivió en Alemania durante la Segunda Guerra Mundial. A los 21 años, se trasladó a Francia para estudiar y trabajar como au pair. Conoció en París a Serge Klarsfeld, con quien se casó en 1963. A través de su marido se integró al ambiente intelectual francés y se interesó por la historia de Alemania y por la suerte de los judíos durante la guerra. Comenzó a trabajar como secretaria bilingüe en la Oficina Franco-alemana para la Juventud (Office franco-allemand pour la Jeunesse), una institución orientada al acercamiento de las juventudes de ambos países, y se fue interesando por la política alemana: se inscribió en el Partido Socialdemócrata de Alemania (SPD), ya que se sentía próxima al pensamiento de Willy Brandt.

### Exnazis en la República Federal de Alemania
Tras la dimisión del canciller alemán Ludwig Erhard en 1966, la formación de la llamada «Gran Coalición» entre el SPD y la Unión Demócrata Cristiana de Alemania (CDU) la impulsó a escribir un artículo donde denunciaba la pasada militancia nazi del candidato de la coalición y líder de la CDU: Kurt Georg Kiesinger, miembro del Partido Nazi desde 1933 y subdirector del Departamento de Radiodifusión del Ministerio de Asuntos Exteriores de la Alemania nazi. Los artículos causaron el despido de Klarsfeld de la Oficina; decidió entonces buscar apoyo entre los políticos de Francia y en la comunidad judía de dicho país, lo que la llevó a conocer al superviviente e investigador Simon Wiesenthal. Continuando con sus investigaciones, descubrió que la Oficina Franco-alemana para la Juventud estaba administrada por Walter Hailer, un exfuncionario nazi. En 1968, llamó la atención internacional al abofetear al canciller Kiesinger durante un congreso de la CDU en Berlín Oeste.
En 1970, logró evitar la nominación de Ernst Achenbach  —funcionario en Francia durante la ocupación nazi y responsable del envío de dos mil judíos a los campos de concentración— como representante de la República Federal de Alemania en la Comisión Europea, difundiendo un archivo que lo denunciaba como criminal nazi. Al año siguiente, obtuvo de Willy Brandt, nombrado canciller en 1969, la firma de un nuevo tratado franco-alemán según el cual los responsables alemanes de crímenes de guerra en Francia podían ser juzgados en la RFA, terminando con la impunidad que había existido hasta entonces.

### Exnazis en América del Sur
Emprende en ese mismo 1971, junto a su marido, la tarea de extraditar desde Bolivia al criminal de guerra Klaus Barbie, que vive bajo el alias «Klaus Altmann». Tras un largo y difícil desarrollo, lograrán que Barbie sea extraditado y juzgado en Lyon en 1987.
Beate y Serge Klarsfeld sobreviven en 1972 y en 1979 a intentos de asesinato por parte de la red nacionalsocialista ODESSA, que quiere terminar con su vida debido a su antinazismo militante. Estas acciones llaman la atención de la comunidad judía en los Estados Unidos, que invita a Beate Klarsfeld a dar conferencias en su país; la movilización da por resultado la creación en 1979 de la Beate Klarsfeld Foundation, ubicada en Nueva York, la cual recoge fondos para la investigación y captura de criminales de guerra nazis.
En 1984, viaja a Chile para intentar que el general Augusto Pinochet extradite al SS-Standartenführer Walter Rauff, que se encuentra escondido en Santiago; se produce en aquel momento la muerte natural de Rauff, a los 76 años de edad, y el pedido se cierra. 
Klarsfeld también ha capturado e investigado el paradero de otros antiguos nazis y ha solicitado los juicios correspondientes.
En 2021 se publicó la novela gráfica Beate y Serge Klarsfeld, un combate contra el olvido, de Sylvain Dorange y Pascal Bresson, basada en sus memorias y en la que se describe este episodio de su vida.

### Otras luchas
En 1986 lanza una campaña contra el presidente austríaco Kurt Waldheim debido a su pasado nazi.
En 1996 protesta legalmente contra los criminales de guerra serbios Radovan Karadžić y Ratko Mladić.
Por su labor, ha recibido en Francia la Legión de Honor en los grados de Caballero (1984) y Oficial (2007).
En 2012, se presenta como candidata independiente —siendo apoyada, no obstante, por Die Linke) en la elecciones presidenciales de 2012, siendo derrotada por el también independiente Joachim Gauck y obteniendo la segunda mayoría con 126 votos electorales.
En 2015, se le concede la nacionalidad israelí.